# Filipe do Rosário Ferrão
Filipe Neri Ferrão, né le 20 janvier 1953 à Mapusa, est un prêtre séculier de l'archidiocèse de Goa et Daman. Archevêque de Goa et Daman depuis 2004 il est créé cardinal par le pape François le 27 août 2022.

## Biographie
Filipe effectue ses études de philosophie et de théologie au séminaire pontifical 'Jnanadeepa Vidya Peeth' de Pune. Il est ordonné prêtre pour l'archidiocèse de Goa et Daman le 28 octobre 1979. Envoyé quelques années plus tard à Rome il y obtient une licence de théologie biblique à l'Université pontificale urbanienne en 1988 à Rome puis une licence en catéchèse et théologie pastorale au Centre international Lumen Vitae en 1991 à Bruxelles.
De retour dans son pays (Goa) il exerce ensuite diverses responsabilités paroissiales et diocésaines.
Le 20 décembre 1993, il est nommé évêque auxiliaire de Goa et Daman par le pape Jean-Paul II qui lui attribue le siège titulaire de Vanariona (de). Il est ordonné évêque le 10 avril 1994 par l'archevêque de Goa et Daman.
Le 16 janvier 2004, le pape Jean-Paul II le nomme archevêque de Goa et Daman et patriarche des Indes orientales.
Au cours de son épiscopat, il occupe diverses responsabilités au sein de la Conférence des évêques catholiques d'Inde, qu'il dirige depuis 2019.